# Saint-Michel, Ariège
 Saint-Michel  là một xã ở tỉnh Ariège, thuộc vùng Occitanie ở phía tây nam nước Pháp.